# Doobee Doowop Communication
『Doobee Doowop Communication』（ドゥービー ドゥーワップ コミュニケーション）は、babamaniaの6作目のシングル。5作目シングル「NOBODY'S GIRL」と共に2004年11月3日にインペリアルレコード（テイチクエンタテインメント）から2枚同時発売された。

## 概要
- 前作「WANNA ROCK」から約1年8ヶ月ぶりのシングルリリース。
- babamaniaの「陰」と「陽」の二面性を表した2枚同時発売のシングルから「陽」にあたる「お気楽&能天気」サイド盤。どちらも初めて本格的に日本語詩を取り入れている。
- テレビアニメ『ロックマンエグゼStream』の前期エンディングテーマになっている。

## サポートミュージシャン
- 黒田元浩（Bass）
- 佐藤洋介（Synthesizer&Programming）

## 収録曲
1. Doobee Doowop Communication [3:56]
作詞・作曲：babamania  編曲：babamania、佐藤洋介
アメリカからやって来た男と英語が話せない日本人の女の子のコミカルな掛け合いが展開される`異文化コミュニケーション`を描いたポップ・チューン。
テレビアニメ『ロックマンエグゼStream』前期エンディングテーマ
2. THIS IS MY HOUSE [3:46]
作詞・作曲：babamania  編曲：babamania、佐藤洋介
Cole & Alec ("MY HOUSE"Kids)
アルバム未収録曲。
3. Doobee Doowop Communication（INSTRUMENTAL）[3:56]
作詞・作曲：babamania  編曲：babamania、佐藤洋介